# William Dollard
William Dollard (1789-1851) fut le premier évêque de Saint-Jean, Nouveau-Brunswick. 
Né à Bathkyram en Irlande, le 29 novembre 1789, de Michel Dollard et d'Anastasie Duphy, il fut ordonné à Québec, le 12 octobre 1817. 
Vicaire à Arichat (1817-1819), il est missionnaire au Labrador (1819-1822), à Miramichi dans le Nouveau-Brunswick (1822-1833), curé de Saint-Jean (1833-1836), de Frédéricton (1836-1843). 
Il fut grand-vicaire de l'évêque de Charlottetown de 1840 à 1843. Il est premier évêque de Saint-Jean de 1843 à 1851, ayant été sacré à Frédéricton par Mgr Turgeon le 11 juin 1843. 
Il est décédé à Saint-Jean le 29 août 1851 et est inhumé à Frédéricton.